# William Silva de Carvalho
William Silva de Carvalho ComM (Luanda, 7 de abril de 1992) é um futebolista luso-angolano que atua como médio defensivo e atualmente, joga pelo Pachuca.

## Clubes
Nasceu no bairro Sambizanga em Luanda, Angola. Mudou-se para Portugal ainda adolescente e jogou pelo Recreios Desportivos de Algueirão e União Sport Clube Mira Sintra.
Chegou ao Sporting em 2005, estreando pela equipa principal em 3 de abril de 2011 contra o Vitória de Guimarães. Foi emprestado ao Fátima e ao Cercle Brugge. Retornou ao Sporting para a temporada 2013–14 e firmou-se na equipa titular.
Em 11 de junho de 2018, rompeu unilateralmente seu contrato com o clube. Seguiu o exemplo do capitão da equipa Rui Patrício que o havia feito dias antes motivado pelo assédio do presidente do clube Bruno de Carvalho ao plantel e a invasão e agressões de torcedores na Academia Sporting em 15 de maio.

## Selecção Nacional
Integrou desde muito jovem as categorias de base da Seleção Portuguesa. Pela seleção principal, debutou em 19 de novembro de 2013 contra a Suécia, pelo Playoff das Eliminatórias da Copa do Mundo FIFA de 2014 - Europa, quando substituiu Raul Meireles aos 73 minutos.
Mesmo com apenas duas partidas pela seleção, foi selecionado por Paulo Bento para defender Portugal na Copa do Mundo FIFA de 2014. Participou das partidas contra Estados Unidos e Gana no Grupo G.
Foi eleito o melhor jogador do Campeonato Europeu de Futebol Sub-21 de 2015 em que Portugal obteve o segundo lugar.

## Vida pessoal
A 10 de julho de 2016, foi feito Comendador da Ordem do Mérito.

## Títulos
Sporting CP
- Taça de Portugal: 2014–15
- Supertaça Cândido de Oliveira: 2015
- Taça da Liga: 2017–18

Real Betis
- Copa do Rei: 2021–22

Seleção Portuguesa
- Campeonato Europeu de 2016
- Liga das Nações da UEFA: 2018–19

### Prémios individuais
- Jogador de ouro do Campeonato Europeu Sub-21 de 2015[8]
- Equipe do torneio do Campeonato Europeu Sub-21 de 2015[9]